# Хростково (гмина)
Хростково (пол. Chrostkowo) — сельская гмина (волость) в Польше, входит как административная единица в Липновский повет, Куявско-Поморское воеводство. Население — 3151 человек (на 2004 год).

## Сельские округа
1. Адамово
2. Хойно
3. Хростково
4. Глембочек
5. Голухово
6. Янишево
7. Кавно
8. Ксаверы
9. Любянки
10. Майданы
11. Маковец
12. Нове-Хростково
13. Нова-Весь
14. Сикуж
15. Стальмеж
16. Вильдно

## Соседние гмины
1. Гмина Бжузе
2. Гмина Кикул
3. Гмина Липно
4. Гмина Рогово
5. Гмина Скемпе
6. Гмина Збуйно